# Alfândega da Fé
Alfândega da Fé – miejscowość w Portugalii, leżąca w dystrykcie Bragança, w regionie Północ w podregionie Alto Trás-os-Montes. Miejscowość jest siedzibą gminy o tej samej nazwie.

## Demografia
| Liczba ludności gminy Alfândega da Fé (1801–2011) | Liczba ludności gminy Alfândega da Fé (1801–2011) | Liczba ludności gminy Alfândega da Fé (1801–2011) | Liczba ludności gminy Alfândega da Fé (1801–2011) | Liczba ludności gminy Alfândega da Fé (1801–2011) | Liczba ludności gminy Alfândega da Fé (1801–2011) | Liczba ludności gminy Alfândega da Fé (1801–2011) | Liczba ludności gminy Alfândega da Fé (1801–2011) | Liczba ludności gminy Alfândega da Fé (1801–2011) | Liczba ludności gminy Alfândega da Fé (1801–2011) |
| ------------------------------------------------- | ------------------------------------------------- | ------------------------------------------------- | ------------------------------------------------- | ------------------------------------------------- | ------------------------------------------------- | ------------------------------------------------- | ------------------------------------------------- | ------------------------------------------------- | ------------------------------------------------- |
| 1801                                              | 1849                                              | 1900                                              | 1930                                              | 1960                                              | 1981                                              | 1991                                              | 2001                                              | 2004                                              | 2011                                              |
| 4 737                                             | 5 763                                             | 9 069                                             | 8 789                                             | 9 672                                             | 7 925                                             | 6 734                                             | 5 963                                             | 5 688                                             | 5 104                                             |

## Sołectwa
Sołectwa gminy Alfândega da Fé (ludność wg stanu na 2011 r.):
- Agrobom - 109 osób
- Alfândega da Fé - 2055 osób
- Cerejais - 202 osoby
- Eucísia - 128 osób
- Ferradosa - 160 osób
- Gebelim - 190 osób
- Gouveia - 122 osoby
- Parada - 124 osoby
- Pombal - 123 osoby
- Saldonha - 92 osoby
- Sambade - 475 osób
- Sendim da Ribeira - 92 osoby
- Sendim da Serra - 91 osób
- Soeima - 142 osoby
- Vale Pereiro - 64 osoby
- Vales - 78 osób
- Valverde - 107 osób
- Vilar Chão - 259 osób
- Vilarelhos - 275 osób
- Vilares de Vilariça - 216 osób